# سنجاب پرنده غول‌پیکر ژاپنی
سنجاب پرنده غول‌پیکر ژاپنی (نام علمی: Petaurista leucogenys) نام یک گونه از سرده سنجاب‌های بندباز است.